# U-Vox
U-Vox es el octavo álbum de estudio del grupo británico de música electrónica Ultravox, publicado en 1986. Es el quinto álbum de la alineación considerada como clásica de la banda, con Midge Ure como figura central, pero para el cual había salido de la banda el baterista Warren Cann, por diferencias creativas, por lo que es el único en que la banda apareció como un trío, pero tuvieron varias colaboraciones para completarlo.
El disco fue un fracaso comercial y crítico, a grado tal que provocó la desbandada de Ultravox.

## Listado de canciones
| Lado A |                   |          |  |
| N.º    | Título            | Duración |  |
| 1.     | «Same Old Story»  | 4:39     |  |
| 2.     | «Sweet Surrender» | 4:34     |  |
| 3.     | «Dream on»        | 4:47     |  |
| 4.     | «The Prize»       | 5:37     |  |
| 5.     | «All Fall Down»   | 5:09     |  |

| Lado B |                     |          |  |
| N.º    | Título              | Duración |  |
| 1.     | «Time to Kill»      | 4:26     |  |
| 2.     | «Moon Madness»      | 3:28     |  |
| 3.     | «Follow your Heart» | 4:52     |  |
| 4.     | «All in One Day»    | 5:12     |  |

## Créditos
Chris Cross - bajo, sintetizador, apoyo vocal.
Billy Currie - sintetizador, violín.
Midge Ure - vocalista principal, guitarra.